# Solvayeva konferencija
Međunarodni Solvay institut za fiziku i kemiju, sa sjedištem u Bruxellesu, osnovan je 1912. od strane belgijskog industrijalca Ernesta Solvaya, nakon povijesnog sastanka tzv. Solvayevog vijeća, koje je bilo prva svjetska konferencija posvećena fizici. Institut danas organizira sastanke, seminare, radionice i kolokvije.
Nakon prvobitnog uspjeha 1911., odlučeno je da se Solvayeva konferencija održava svake tri godine, te da bude posvećena otvorenim problemima u područjima fizike i kemije. Na ovim konferencijama sudjeluju najeminentniji fizičari i kemičari svijeta. Posljednja održana Solvayeva konferencija, 26. po redu iz fizike, bila je u Bruxellesu od 9. do 11. listopada 2014., na temu Astrofizika i kozmologija.

## Prva konferencija
Predsjedatelj prve Solvayeve konferencije održane u jesen 1911. bio je Hendrik Lorentz. Tema konferencije bila je Radijacija i kvant. O problemima se raspravljalo iz dva različita kuta: s pretpostavkama klasične fizike te kvantne teorije. Najmlađi sudionik konferencije bio je Albert Einstein. Bili su tu još mnogi ugledni znanstvenici poput Marie Curie, Henri Poincaré i Max Plancka.

## Peta konferencija
Možda najpoznatija konferencija, peta po redu, održana je u listopadu 1927. godine, a diskutiralo se o elektronima i fotonima. Najprominentniji fizičari su diskutirali o, tada novoj, kvantnoj teoriji. Glavne ličnosti oko kojih se sve vrtilo bili su Einstein i Niels Bohr. U polemikama koje su se vodile, Einstein je uzviknuo, nezadovoljan Heisenbergovim principom neodređenosti: Bog se ne igra kockicama, na što mu je Bohr odgovorio: Ne govori Bogu šta da radi. Od 29 sudionika konferencije, sedamnaest ih je dobilo, ili će kasnije dobiti, Nobelovu nagradu, uključujući i Marie Curie, koja je jedina od njih dobila dvije Nobelove nagrade u dva različita znanstvena područja.

## Solvayeve konferencije fizike
| No | Godina | Naslov                                                                         | Prijevod                                                              | Voditelj                           |
| -- | ------ | ------------------------------------------------------------------------------ | --------------------------------------------------------------------- | ---------------------------------- |
| 1  | 1911   | La théorie du rayonnement et les quanta                                        | Teorija radijacije i kvanta                                           | Hendrik Antoon Lorentz (Leiden)    |
| 2  | 1913   | La structure de la matière                                                     | Struktura materije                                                    | Hendrik Antoon Lorentz (Leiden)    |
| 3  | 1921   | Atomes et électrons                                                            | Atomi i elektroni                                                     | Hendrik Antoon Lorentz (Leiden)    |
| 4  | 1924   | Conductibilité électrique des métaux et problèmes connexes                     | Električna vodljivost metala i vezani problemi                        | Hendrik Antoon Lorentz (Leiden)    |
| 5  | 1927   | Electrons et photons                                                           | Elektroni i fotoni                                                    | Hendrik Antoon Lorentz (Leiden)    |
| 6  | 1930   | Le magnétisme                                                                  | Magnetizam                                                            | Paul Langevin (Paris)              |
| 7  | 1933   | Structure et propriétés des noyaux atomiques                                   | Struktura & svojstva atomske jezgre                                   | Paul Langevin (Paris)              |
| 8  | 1948   | Les particules élémentaires                                                    | Elementarne čestice                                                   | William Lawrence Bragg (Cambridge) |
| 9  | 1951   | L'état solide                                                                  | Čvrsto stanje                                                         | William Lawrence Bragg (Cambridge) |
| 10 | 1954   | Les électrons dans les métaux                                                  | Elektroni u metalima                                                  | William Lawrence Bragg (Cambridge) |
| 11 | 1958   | La structure et l'évolution de l'univers                                       | Struktura i evolucija svemira                                         | William Lawrence Bragg (Cambridge) |
| 12 | 1961   | La théorie quantique des champs                                                | Kvantna teorija polja                                                 | William Lawrence Bragg (Cambridge) |
| 13 | 1964   | The Structure and Evolution of Galaxies                                        | Struktura i evolucija galaksija                                       | J. Robert Oppenheimer (Princeton)  |
| 14 | 1967   | Fundamental Problems in Elementary Particle Physics                            | Fundamentalni problemi u teoriji elementarnih čestica                 | Christian Møller (Copenhagen)      |
| 15 | 1970   | Symmetry Properties of Nuclei                                                  | Svojstva simetrije jezgre                                             | Edoardo Amaldi (Rome)              |
| 16 | 1973   | Astrophysics and Gravitation                                                   | Astrofizika i gravitacija                                             | Edoardo Amaldi (Rome)              |
| 17 | 1978   | Order and Fluctuations in Equilibrium and Nonequilibrium Statistical Mechanics | Red i fluktuacije u ravnotežnoj i neravnotežnoj statističkoj mehanici | Léon van Hove (CERN)               |
| 18 | 1984   | Higher Energy Physics                                                          | Fizika viših energija                                                 | Léon van Hove (CERN)               |
| 19 | 1987   | Surface Science                                                                | Fizika površina                                                       | F. W. de Wette (Austin)            |
| 20 | 1991   | Quantum Optics                                                                 | Kvantna optika                                                        | Paul Mandel (Brussels)             |
| 21 | 1998   | Dynamical Systems and Irreversibility                                          | Dinamički sustavi i ireverzibilnost                                   | Ioannis Antoniou (Brussels)        |
| 22 | 2001   | The Physics of Communication                                                   | Fizika komunikacije                                                   | Ioannis Antoniou (Brussels)        |
| 23 | 2005   | The Quantum Structure of Space and Time                                        | Kvantna struktura prostora i vremena                                  | David Gross (Santa Barbara)        |
| 24 | 2008   | Quantum Theory of Condensed Matter                                             | Kvantna teorija kondenzirane materije                                 | Bertrand Halperin (Harvard)        |
| 25 | 2011   | The theory of the quantum world                                                | Teorija kvantnoga svijeta                                             | David Gross                        |
| 26 | 2014   | Astrophysics and Cosmology                                                     | Astrofizika i kozmologija                                             | Roger Blandford (Stanford)         |

## Solvayeve konferencije kemije
| No | Godina | Naslov                                                                                               | Prijevod                                                                                        | Voditelj                                                |
| -- | ------ | --- | ----------------------------------------------------------------------------------------------- | ------------------------------------------------------- |
| 1  | 1922   | Cinq Questions d'Actualité                                                                           | Pet aktualnih pitanja                                                                           | William Jackson Pope (Cambridge)                        |
| 2  | 1925   | Structure et Activité Chimique                                                                       | Struktura i kemijski aktivitet                                                                  | William Jackson Pope (Cambridge)                        |
| 3  | 1928   | Questions d'Actualité                                                                                | Aktualna pitanja                                                                                | William Jackson Pope (Cambridge)                        |
| 4  | 1931   | Constitution et Configuration des Molécules Organiques                                               | Konstitucija i konfiguracija organskih molekula                                                 | William Jackson Pope (Cambridge)                        |
| 5  | 1934   | L'Oxygène, ses réactions chimiques et biologiques                                                    | Kisik i njegove kemijske i biološke reakcije                                                    | William Jackson Pope (Cambridge)                        |
| 6  | 1937   | Les vitamines et les Hormones                                                                        | Vitamini i hormoni                                                                              | Frédéric Swarts (Ghent)                                 |
| 7  | 1947   | Les Isotopes                                                                                         | Izotopi                                                                                         | Paul Karrer (Zurich)                                    |
| 8  | 1950   | Le Mécanisme de l'Oxydation                                                                          | Mehanizam oksidacije                                                                            | Paul Karrer (Zurich)                                    |
| 9  | 1953   | Les Protéines                                                                                        | Proteini                                                                                        | Paul Karrer (Zurich)                                    |
| 10 | 1956   | Quelques Problèmes de Chimie Minérale                                                                | Neki problemi anorganske kemije                                                                 | Paul Karrer (Zurich)                                    |
| 11 | 1959   | Les Nucléoprotéines                                                                                  | Nukleoproteini                                                                                  | Alfred Rene Ubbelohde (London)                          |
| 12 | 1962   | Transfert d'Energie dans les Gaz                                                                     | Prijenos energije u plinovima                                                                   | Alfred Rene Ubbelohde (London)                          |
| 13 | 1965   | Reactivity of the Photoexcited Organic Molecule                                                      | Reaktivnost fotopobuđenih organskih molekula                                                    | Alfred Rene Ubbelohde (London)                          |
| 14 | 1969   | Phase Transition                                                                                     | Fazni prijelazi                                                                                 | Alfred Rene Ubbelohde (London)                          |
| 15 | 1970   | Electrostatic Interactions and Structure of Water                                                    | Elektrostatske interakcije i struktura vode                                                     | Alfred Rene Ubbelohde (London)                          |
| 16 | 1976   | Molecular Movements and Chemical Reactivity as conditioned by Membranes, Enzymes and other Molecules | Molekularna dinamika i kemijska reaktivnost uvjetovana membranama, enzimima i drugim molekulama | Alfred Rene Ubbelohde (London)                          |
| 17 | 1980   | Aspects of Chemical Evolution                                                                        | Aspekti kemijske evolucije                                                                      | Alfred Rene Ubbelohde (London)                          |
| 18 | 1983   | Design and Synthesis of Organic Molecules Based on Molecular Recognition                             | Dizajn i sinteza organskih molekula bazirana na molekularnom prepoznavanju                      | Ephraim Katchalski (Rehovot) & Vladimir Prelog (Zurich) |
| 19 | 1987   | Surface Science                                                                                      | Znanost o površinama                                                                            | F. W. de Wette (Austin)                                 |
| 20 | 1995   | Chemical Reactions and their Control on the Femtosecond Time Scale                                   | Kemijske reakcije i njihova kontrola na skali femtosekunde                                      | Pierre Gaspard (Brussels)                               |
| 21 | 2007   | From Noncovalent Assemblies to Molecular Machines                                                    | Iz nekovalentnih sklopova do molekularnih mašina                                                | Jean-Pierre Sauvage (Strasbourg)                        |
| 22 | 2010   | Quantum Effects in Chemistry and Biology                                                             | Kvantni efekti u kemiji i biologiji                                                             | Graham Fleming (Berkeley)                               |
| 23 | 2013   | New Chemistry and New Opportunities from the Expanding Protein Universe                              | Nova kemija i nove mogućnosti iz proširenja proteinskoga svemira                                | Kurt Wüthrich (ETH Zurich)                              |

## Vanjske poveznice
- Međunarodni institut za fiziku Solvay
- Američki institut za fiziku - pregled argumenata sa 5. konferencije  Arhivirana inačica izvorne stranice od 14. siječnja 2016. (Wayback Machine)